# Verdens Diabetes Dag
Verdens Diabetes Dag er en global kampagne og FN-dag, som prøver at skabe opmærksomhed omkring temaer om diabetes. Dagen blev introduceret for første gang i 1991 af International Diabetes Federation (IDF) og Verdenssundhedsorganisationen (WHO) som en reaktion på det øgende antal af mennesker, der rammes af diabetes. Dagen markeres den 14. november hvert år, mens kampagnen varer helt til næste års kampagne med varierende temaer fra år til år.